# Double jeopardy
Il double jeopardy (letteralmente "doppio rischio") è un principio della Common Law in base al quale un accusato non può essere giudicato due volte per lo stesso reato (Ne bis in idem), il cosiddetto "divieto di doppia incriminazione". Questo non vale per una seconda giurisdizione, come quella federale, che può riprocessare l'accusato, che sia stato assolto o condannato (dual sovereignty).